# La meravigliosa vita dei filosofi
La meravigliosa vita dei filosofi (in giapponese てつがく ようご ずかん?, Tetsugaku yougo zukan) è un romanzo di Masato Tanaka del 2015.

## Edizioni
- Masato Tanaka, La meravigliosa vita dei filosofi, Vallardi, 2018, ISBN 978-88-6987-416-1, OCLC 1047904143.